# Karibsko morje
Karíbsko mórje (tudi Antilsko morje) je morje in del Atlantskega oceana južno od Mehiškega zaliva. Na jugu ga omejujejo Venezuela, Kolumbija in Panama, na zahodu Kostarika, Nikaragva, Honduras, Gvatemala, Belize in mehiški polotok Jukatan, med katerim in Kubo je Jukatanski preliv v Mehiški zaliv, na severu otočje Velikih Antilov s Kubo, Hispaniolo, Jamajko in Portorikom, ter na vzhodu Mali Antili.
Karibsko morje pokriva površino okoli 2.754.000 km². Najgloblja točka morja je Kajmanji jarek med Kubo in Jamajko, 7500 m pod morsko gladino.
Deli se na tri velike morske kotline: jukatanska kotlina na severozahodu s Honduraškim zalivom, Moskitski in Darienski zaliv na jugozahodu in venezuelsko kotlino na vzhodu.
Celotno območje Karibskega morja in še posebej njegovi številni (večji in manjši) otoki so znani tudi kot Karibi, ki so sestavljeni iz dveh velikih skupin otokov: Veliki Antili in Mali Antili ter nekaj manjših otočij, kot so otočje Rosario ob obali Kolumbije, Nizozemski Antili, Kajmanski otoki itd.